# Prionapteryx rubrifusalis
Prionapteryx rubrifusalis là một loài bướm đêm trong họ Crambidae.